# Henri Guisan
Henri Guisan (21 de octubre de 1874 - 7 de abril de 1960) fue comandante en jefe del Ejército de Suiza durante la II Guerra Mundial. Fue el cuarto, y a la fecha el último, hombre en ser nombrado con el rara vez utilizado, rango suizo de general, y fue, posiblemente, el soldado más famoso de Suiza. Es el más recordado por la movilización efectiva del ejército suizo y los suizos a fin de preparar la resistencia contra una posible invasión de la Alemania Nazi en 1940.

## Familia y carrera

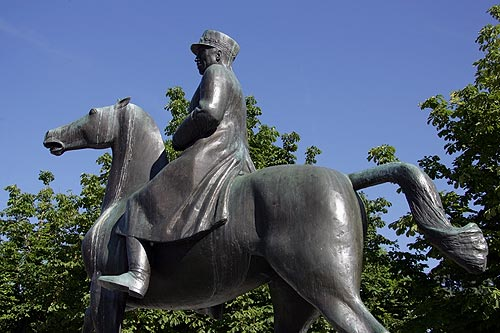
Estatua ecuestre de Henri Guisan, en Lausanna, Suiza

Henri Guisan nació en 1874 en Mézières, en el cantón de Vaud, una parte protestante de la Suiza francoparlante. Era descendiente de los protestantes hugonotes que emigraron de Francia en 1685. Asistió a la escuela en Lausana, e inicialmente estudió medicina agrícola. Al entrar en el ejército suizo en 1894, fue asignado a una unidad de artillería tirada por caballos en Biere como teniente. Fue promovido varias veces, alcanzando el grado de coronel en 1920.

## Defensa suiza en 1940

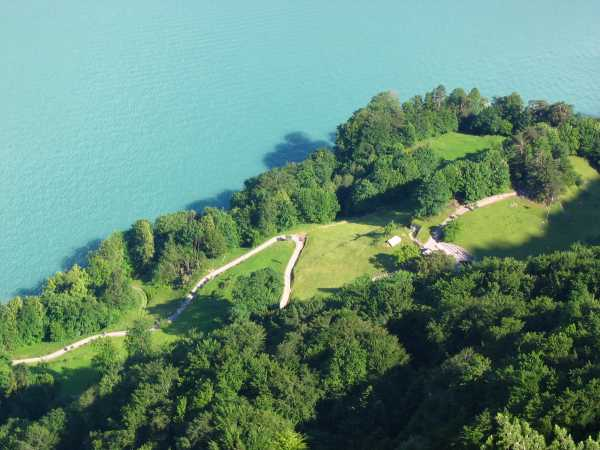
Campo de Rütli donde Guisan pronunció su discurso a todo el cuerpo de oficiales de Suiza

El 28 de agosto de 1939, la Asamblea Federal de Suiza fue convocada para elegir a un General, un rango militar que era seleccionado sólo en tiempo de guerra o emergencia nacional. Dos días después, el 30 de agosto, fue elegido Guisan como General, por 204 votos de un total de 227 votos válidos. Se le dio a Guisan la orden de salvaguardar la independencia del país y mantener la integridad del territorio suizo. A fines de 1939 el ejército suizo pudo reunir 430.000 soldados, aproximadamente el 20% de la fuerza de trabajo. Sin embargo, el equipo militar suizo no estaba a la par con la de la Wehrmacht alemana. El nombramiento de Guisan se produjo a pesar de su pertenencia a la Schweizerischer Vaterländischer Verband, una organización en gran medida pronazi.
Suiza declaró su neutralidad apenas empezada la Segunda Guerra Mundial, y Guisan dispuso reforzar la vigilancia en las fronteras suizas con Alemania y Francia, países ya implicados en el conflicto. No obstante la situación suiza cambió dramáticamente al acabar la Batalla de Francia con la rendición francesa y la entrada de Italia en la guerra para apoyar a Alemania, en tanto ello significaba que todo el territorio suizo quedaba rodeado por zonas controladas por el Tercer Reich o sus aliados. El 25 de julio de 1940, el General Guisan pronunció un discurso histórico a la "totalidad del Cuerpo de Oficiales Suizos" reunidos en la colina de Rütli, un lugar cargado de simbolismo en el nacionalismo romántico de Suiza en virtud de ser identificado como el sitio de la Rütlischwur de 1291. 
En su discurso Guisan dejó muy claro que Suiza se opondría a cualquier invasión nazi, instando a sus oficiales a que si se les agotaban las balas, iban a recurrir a la bayoneta. Dijo que Suiza se defendería contra cualquier invasor y nunca se rendiría. Para afirmar esto Guisan contaban con que el gobierno de Suiza tenía una estructura descentralizada, por lo que incluso el presidente Federal era un funcionario relativamente sin poder y sin autoridad para capitular ante un enemigo extranjero. De hecho, los ciudadanos suizos habían recibido instrucciones oficiales de considerar cualquier "orden de rendición" como mentiras del enemigo y resistir hasta el final.
Como consecuencia, el General Guisan desarrolló su idea de "Defensa del Reducto" en el verano de 1940, según la cual el ejército suizo debería refugiarse prontamente tras las zonas más elevadas Alpes en caso de ataque, mientras que en las regiones imposibles de proteger debía formarse una guerrilla y tácticas de resistencia. La organización paramilitar suiza Aktion Nationaler Widerstand (Acción Nacional Resistente), formado a partir de contactos entre las selectas figuras del ejército y los círculos civiles conservadores, tenía la tarea explícita de persuadir a la población civil para resistir a los invasores.
La principal estrategia, sin embargo, fue la disuasión en lugar de luchar. Aunque la pequeña Suiza tenía un ejército de 430.000 hombres solamente, Alemania nunca lanzó una invasión aunque la Wehrmacht sí tenía planes para ello. El 20 de agosto de 1945 el General Guisan dejó su mando, afrimando que su misión se había cumplido. Murió el 7 de abril de 1960. El asteroide (1960) Guisan fue llamado así en su honor.